# عسل‌کش درخشان
عسل‌کش درخشان (نام علمی: Cyanerpes lucidus) نام یک گونه از سرده عسل‌کش است.